# Zdów
Zdów – wieś w Polsce, położona w województwie śląskim, w powiecie zawierciańskim, w gminie Włodowice.
W latach 1975–1998 miejscowość administracyjnie należała do województwa częstochowskiego.
W okolicach tej wsi wypływa Białka (dopływ Krztyni), niewielka rzeka dorzecza Pilicy.

## Nazwa
Nazwę miejscowości w zlatynizowanej staropolskiej formie Zdow wymienia w latach (1470–1480) Jan Długosz w księdze Liber beneficiorum dioecesis Cracoviensis .

## Integralne części wsi
| SIMC    | Nazwa | Rodzaj    |
| ------- | ----- | --------- |
| 0146844 | Młyny | część wsi |

## Historia
Wieś założona została w średniowieczu na prawie polskim i początkowo była własnością królewską, a później wsią szlachecką .
W XIV wieku miejscowość podlegała właścicielom pobliskiego zamku w Bobolicach. W 1394 król polski Władysław Jagiełło na prośbę Andrzeja właściciela Bobolic przenosi jego dobra: Zdów, Ogorzelnik, folwark Lgota, Tomiszowice, Niegowę, Wysoką, Tarnowę z prawa polskiego na prawo magdeburskie .
Wieś wymieniana w historycznych dokumentach podatkowych. W połowie XV wieku Zdów wymienił polski historyk Jan Długosz w swoim dziele Liber beneficiorum dioecesis Cracoviensis. Miejscowość leżała wówczas w parafii Włodowice i należała do Jakuba Trzaski. Znajdowały się w niej łany kmiece, które odprowadzały dziesięcinę plebanowi z Włodowic. Regest poborowy powiatu lelowskiego z 1490 również odnotowuje Zdów. W 1581 miejscowość leżała w parafii Niegowa i należała do niejakiego Krezy, posiadał on łan zamieszkany przez 3 kmieci .
Po rozbiorach Polski miejscowość znalazła się w zaborze rosyjskim i leżała w Królestwie Polskim. W XIX-wiecznym Słowniku geograficznym Królestwa Polskiego wymieniona jest jako wieś i folwark leżące w powiecie będzińskim w gminie i parafii Niegowa w guberni piotrkowskiej. W 1827 w miejscowości znajdowało się 40 domów i 302 mieszkańców. W 1890 miejscowy folwark został oddzielony od dóbr Bobolice. W 1895 wieś liczyła 40 domów zamieszkanych przez 286 mieszkańców, natomiast folwark liczył 5 domów oraz 16 mieszkańców.